# 戴仁 (漢學家)
戴仁（法語：Jean-Pierre Drège，1946年3月11日—）是一位法國的中國文化史專家，專精古代書籍和圖書館歷史的研究，特別是古漢文寫本和敦煌學，他十餘年來從事敦煌手稿的研究。

## 生平
早年於勃艮第大學學習哲學，隨後轉入法國國立東方語言文化學院學習漢語。戴仁對書籍的歷史興趣濃厚，這也成為了他的鑽研主題。1976年完成一篇關於20世紀上半期中國出版業的論文，隨即開始學習圖書館史和圖書分類法。1980年加入法國遠東學院，自1998至2004年擔任該院院長。1993年成為由法國漢學家蘇遠鳴開創的「敦煌手稿研究組」總監，目的是給伯希和從敦煌帶到巴黎的手稿進行編目。他現為巴黎高等研究應用學院的榮譽研究主任（Directeur d’études émérite）。
戴仁多年以來為法國漢學研究所出版的文庫集《法國漢學研究所文庫》（Bibliothèque de l’Institut des hautes études chinoises）撰文或擔任編輯。其出版於1989年的著作是圖鑑式百科全書文庫集「加利瑪發現文庫」的第53冊，被翻譯成11種語言，包括中文。

## 部份著述
個人著作
- - 《絲綢之路：東方和西方的交流傳奇》，「發現之旅」（#04），臺北：時報文化，1994
  - 《絲綢之路：東方和西方的交流傳奇》「發現之旅」（#04），上海：上海書店出版社，1998

主編及合撰